# 北渥太華鎮區 (明尼蘇達州格蘭特縣)
北渥太華鎮區（英語：North Ottawa Township）是位於美國明尼蘇達州格蘭特縣的一個行政鎮區。

## 歷史
北渥太華鎮區於1882年設立，得名自早期定居者的家鄉，伊利諾伊州的渥太華。

## 地方資料
北渥太華鎮區的面積為93.05平方千米，當中陸地面積為93.05平方千米，而水域面積為0.00平方千米。根據2020年美國人口普查的數據，當地共有人口47人，而人口密度為每平方千米0.51人。